# Vänsterpartiet
De Vänsterpartiet (V) (Nederlands: De Linkse Partij) is een Zweedse socialistische en feministische politieke partij. De partij werd in 1917 opgericht en is sindsdien vertegenwoordigd in het Zweedse parlement.
De Vänsterpartiet heeft nog nooit deel uitgemaakt van de Zweedse regering, maar fungeerde door de jaren heen wel vaak als gedoogpartner van sociaaldemocratische kabinetten. Samen met de sociaaldemocraten en de Miljöpartiet de Gröna richtte de partij in 2008 de rood-groene alliantie op.

## Geschiedenis

### Van breed links forum tot Cominternpartij (1917-1940)

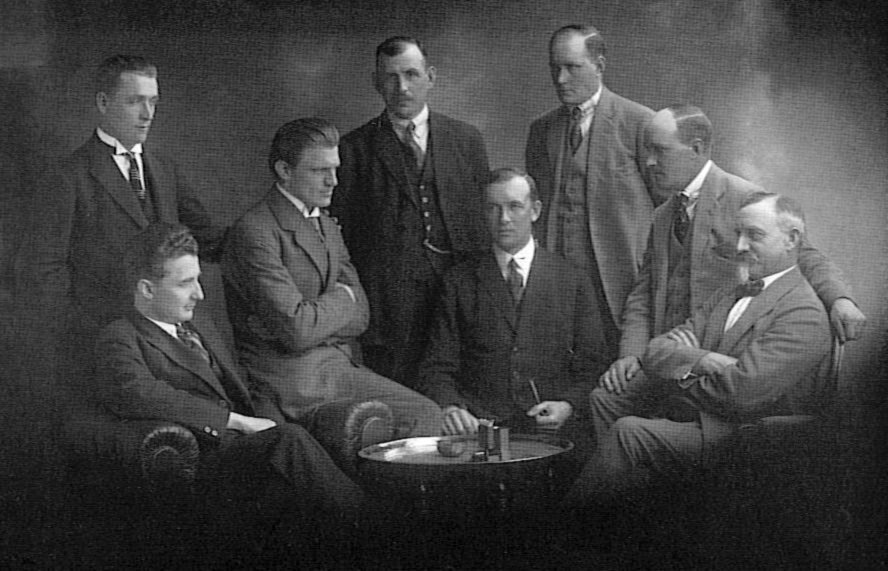
De eerste communisten in het Zweedse parlement in 1922

In 1917 bereikt de revolutionaire stemming Zweden. In een aantal steden komt het tot rellen en nemen arbeiders de macht over. Binnen de sociaaldemocratische partij van Zweden ontstaat er onenigheid. Een deel – waaronder veel leden van de jongerenorganisatie onder Zeth Höglund – van de partij scheurt zich af en richt de Sveriges socialdemokratiska vänsterparti (SSV) (Nederlands: Zweedse Linkse Sociaaldemocratische Partij) op. Aanvankelijk is het een vrij breed opgezette partij, waar heel wat linkse tendensen aanwezig zijn. In 1919 is de SSV een stichtend lid van de Communistische Internationale.
In 1921 schikt de partij zich naar de wensen van de Comintern en hernoemt zich tot Sveriges Kommunistiska Parti (SKP) (Nederlands: Zweedse Communistische Partij). 6000 van de in totaal 17 000 leden stappen daaropvolgend uit de partij. Wanneer Zeth Höglund in 1924 de partij verlaat met 5000 leden, volgt een tweede aderlating. In 1929 volgt echter de grootste split in de partijgeschiedenis. Alle parlementsleden en de meerderheid van de leden vallen buiten de gratie van Comintern. Om de hoofdkwartieren wordt gevochten en de partijverlaters nemen het partijdagblad met zich mee. De jonge Sven Linderot wordt hetzelfde jaar nog de nieuwe partijleider.
Ten tijde van de Spaanse Burgeroorlog gaan ongeveer 500 Zweden naar Spanje, het merendeel onder hen heeft communistische sympathieën. Ondertussen kennen de afsplitsingen weinig succes, waardoor de partij stilaan weer overeind krabbelt.

### Van Tweede Wereldoorlog tot Koude Oorlog (1940-1964)
Ten tijde van de Tweede Wereldoorlog is de SKP de enige Zweedse partij die de Sovjet-Unie steunt. Ze scharen zich achter het Molotov-Ribbentroppact tussen Duitsland en de USSR. De Duitse inval in Noorwegen (april 1940) wordt gezien als een kaakslag voor het Britse imperialisme, maar daarna stelt de SKP zich wel neutraal op. Niettemin wordt de partij aangepakt onder Duitse druk. Het partijblad wordt verboden en velen worden in kampen opgesloten, zogezegd om er hun militaire dienst te vervullen. Velen gaan ondergronds, ook de partijleider. Grote politieacties worden opgezet om de partij klein te krijgen. Ondertussen levert men steun aan verzetstroepen in de wel bezette buurlanden Denemarken en Noorwegen.
De nakende val van het Derde Rijk maakt de SKP een sterke oppositiepartij: in 1944 behaalt ze meer dan 10% van de stemmen en in 1945 zet ze grote stakingen op in de metaalsector. Het ledenaantal groeit aan tot 50 000, het hoogste ooit in de partijgeschiedenis. Men begint steeds meer te geloven in regeringsdeelname en samenwerking met de sociaaldemocraten. De eerste aanzetten van de Koude Oorlog zullen echter de plannen dwarsbomen en ook de electorale successen zullen niet aanhouden. In 1952 beslist de SKP om geen lijsten in te dienen en zo een sterke sociaaldemocratische fractie in het parlement te bekomen. De samenwerking met de sociaaldemocraten gaat zelfs zover dat men de sociaaldemocratische arbeiderspers financieel gaat steunen. Ondertussen zijn er plannen voor een brede linkse jeugdorganisatie, zoals in de buurlanden al bestaat.
Dit alles is helemaal niet naar de zin van de hardliners binnen de SKP. Op het partijcongres van 1953 wordt de onlangs verkozen leider Hilding Hagberg door Set Persson (behorend tot de linkse vleugel van de partij) bestempeld als een opportunist. Uiteindelijk verlaat Persson de partij. Bij de dood van Stalin, ook in 1953, houdt de partij een herdenkingsplechtigheid. Bij de Hongaarse Opstand (1956) kiest men ervoor om aan de zijde van de Sovjet-Unie te blijven.

### Los van de USSR? (1964-1990)
In 1964 wordt Carl-Henrik Hermansson de nieuwe voorzitter. Met een academische achtergrond leidt hij de partij in de richting van het eurocommunisme. In 1967 woedt er weer volop discussie. Moet de partij zich ontdoen van het communistische etiket, zoals de Deense Socialistisk Folkparti? Of moet men juist de pro-Sovjet lijn aanhouden, naar voorstel van voormalig leider Hagberg? Bij elk standpunt hoort een nieuwe partijnaam. Uiteindelijk komt de partijtop met een compromis: de partij zal voortaan te boek staan als Vänsterpartiet Kommunisterna (VPK) (Nederlands: Linkse Communistische Partij) en ook de eurocommunistische tendens blijft. Toch blijft er ook een pro-Sovjet groepering actief en zelfs even een pro-Chinese groep, die echter zal afsplitsen.
In 1968 keert de VPK zich tegen het sovjetoptreden in Tsjecho-Slowakije onder leiding van Hermannsson. De gemeenteraadsverkiezingen van dat jaar lopen niet zo goed: 3,8% is de laagste score behaald sinds het einde van de oorlog. De VPK kan niet meeprofiteren van de studentenprotesten dat jaar. In dezelfde periode keert de partij zich ook tegen de Amerikaanse interventie in Vietnam.
In de vroege jaren 1970 komt er een nieuw partijprogramma dat een meer neoleninistische koers bepaalt. In 1975 wordt Lars Werner verkozen tot voorzitter. De kandidaat van de pro-Sovjet groep van de partij haalt het niet. Uiteindelijk zullen de pro-Sovjets in 1977 de partij verlaten en de Arbetarpartiet Kommunisterna (APK) vormen. Ze nemen twee parlementairen en tussen 1500 en 2000 leden met zich mee. In 1978 klaagt men op een congres de schending van de mensenrechten aan in Oost-Europa, tot grote ergernis van de aanwezige delegatie van de Communistische Partij van de Sovjet-Unie.
In de jaren 1980 keert de partij zich tegen het gebruik van kernenergie.

### Een nieuw en niet-communistisch elan (1990-)

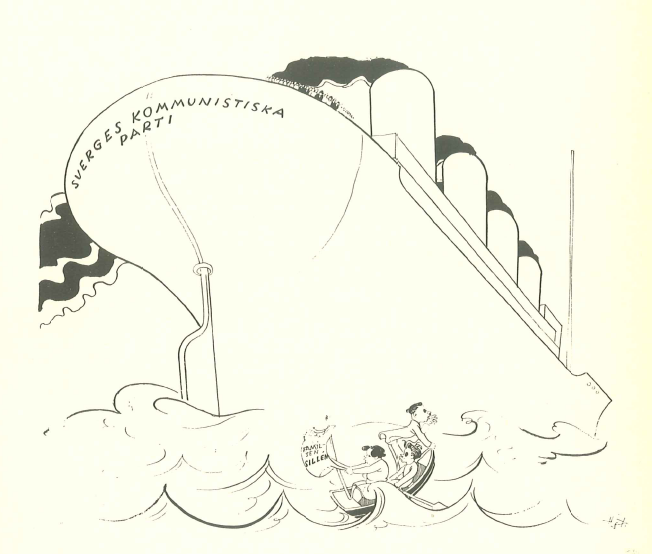
Karikatuur bij de split van 1929. Het grote schip wordt geleid door de uitgezette Karl Kilbom (de zogenaamde Kilbommare. Het roeibootje is dat van de Sillenare (genoemd naar Hugo Sillén) die loyaal blijven aan de Comintern.

In 1990 houdt de VPK op te bestaan. Voortaan is er in Zweden een Vänsterpartiet (V) die niet langer communistisch pretendeert te zijn. In 1996 omarmt men ook het feminisme. Ook in de vroege jaren 1990 wordt Gudrun Schyman de nieuwe leider. Dit alles lijkt het electorale isolement waarin men nu al een hele tijd verkeert te kunnen doorbreken. In 1994 behaalt de partij iets meer dan 6% van de stemmen, in 1998 12%: het beste resultaat ooit voor de partij. Een samenwerking met de sociaaldemocraten wordt opgestart.
De verkiezingen van 2002, die de sociaaldemocraten opnieuw winnen, zorgen voor enkele procenten verlies voor de Vänsterpartiet. Partijleider Schyman is intussen in de problemen gekomen en Ulla Hoffmann neemt haar taken voorlopig over. In 2004 wordt Lars Ohly verkozen tot nieuwe leider.
Bij de verkiezingen van 2010 komt de partij op als onderdeel van de roodgroene coalitie, een alliantie met de sociaaldemocraten en de Miljöpartiet de Gröna die in 2008 werd opgericht. De alliantie verliest de verkiezingen en de Vänsterpartiet blijft een oppositiepartij. In 2012 wordt Jonas Sjöstedt partijleider. De stembusgang van 2014 levert een lichte winst op van 0,1% en 2 zetels. In 2018 verovert de partij 8% van de stemmen en wint zij er zeven zetels bij. Met Nooshi Dadgostar als partijleider gaan bij de verkiezingen van 2022 vier van de 28 zetels verloren.

### Europees Parlement
Sinds Zweden in 1995 lid werd van de Europese Unie, is de Vänsterpartiet vertegenwoordigd in het Europees Parlement. De partij had er achtereenvolgens drie zetels (1995–2004), twee zetels (2004–2009) en sinds 2009 één zetel. De partij maakt deel uit van de Linkse Fractie (GUE/NGL).

## Overzicht van de verschillende afsplitsingen
| Jaar | Afsplitsende persoonlijkheden en groepen | Nieuw opgerichte partij                             |
| ---- | ---------------------------------------- | --------------------------------------------------- |
| 1919 | Tegen deelname aan Comintern             |                                                     |
| 1921 | Tegen naamsverandering naar SKP          | Oprichting eigen SSV-partij                         |
| 1924 | Zeth Höglund                             | Oprichting eigen SKP-partij                         |
| 1929 | Uitzetting door Comintern                | Eigen SKP-partij                                    |
| 1956 | Set Persson                              | Sveriges Kommunistiska Arbetarförbund               |
| 1967 | Pro-China beweging                       | Kommunistiska Förbundet Marxist-Leninisterna (KFML) |
| 1977 | Pro-Moskou groep                         | Arbetarpartiet Kommunisterna                        |

## Standpunten
Enkele standpunten van de Vänsterpartiet zijn hieronder opgelijst.
- Men is tegen privatiseringen en wil een groei van de openbare uitgaven.
- Men is tegen het Zweedse lidmaatschap van de Europese Unie.
- De Linkse Partij stelt dat er in Zweden geen sprake is van sociale gelijkheid en stelt onder andere voor een daarmee belaste minister aan te stellen.
- Voor immigranten wil de partij assistentie voorzien en zorgen voor een betere opleiding in de Zweedse taal.
- In het conflict tussen Israël en Palestina kiest de partij voor de tweestatenoplossing volgens de grens vastgelegd in 1967. Men wil een einde maken aan elke Zweedse militaire samenwerking met Israël en is voorstel van een consumentenboycot om dat laatste land onder druk te zetten.

## Verkiezingsresultaten

### Zetelaantal in de Riksdag
| Jaar | Zetels   |
| ---- | -------- |
| 1936 | 5 / 230  |
| 1940 | 3 / 230  |
| 1944 | 15 / 230 |
| 1948 | 8 / 230  |
| 1952 | 6 / 230  |
| 1956 | 6 / 231  |
| 1958 | 5 / 231  |
| 1960 | 5 / 232  |
| 1964 | 8 / 233  |
| 1968 | 3 / 233  |
| 1970 | 17 / 350 |
| 1973 | 19 / 350 |
| 1976 | 17 / 349 |

| Jaar | Zetels   |
| ---- | -------- |
| 1979 | 20 / 349 |
| 1982 | 20 / 349 |
| 1985 | 19 / 349 |
| 1988 | 21 / 349 |
| 1991 | 16 / 349 |
| 1994 | 22 / 349 |
| 1998 | 43 / 349 |
| 2002 | 30 / 349 |
| 2006 | 22 / 349 |
| 2010 | 19 / 349 |
| 2014 | 21 / 349 |
| 2018 | 28 / 349 |
| 2022 | 24 / 349 |

## Partijleiders
- Carl Winberg (1917)
- Zeth Höglund (1917, 1919–1924)
- Ernst Åström (1918)
- Karl Kilbom (1918, 1921–1923)
- Nils Flyg (1924–1929)
- Sven Linderot (1929–1951)
- Hilding Hagberg (1951–1964)

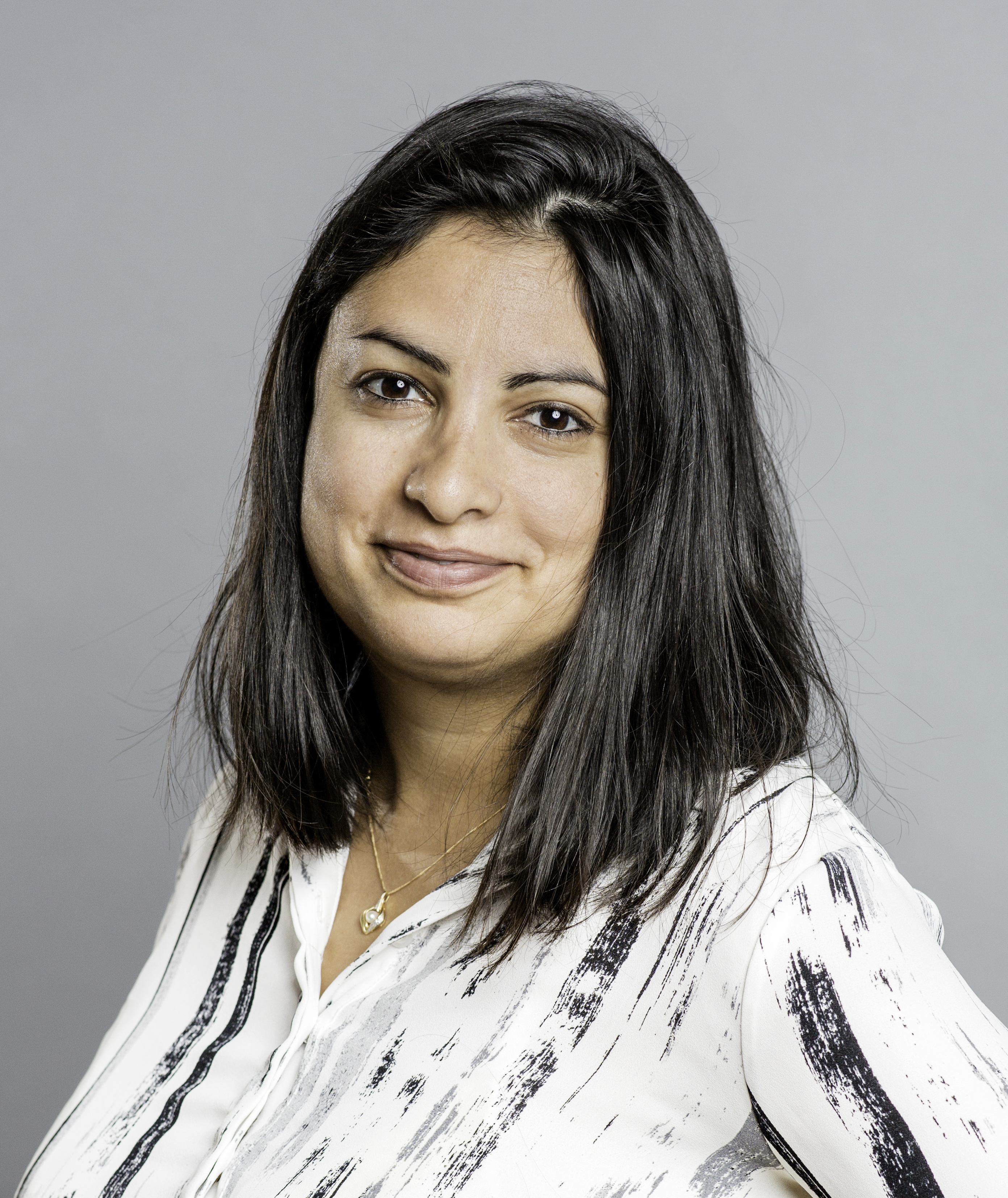
Nooshi Dadgostar, partijleider sinds 2020

- Carl-Henrik Hermansson (1964–1975)
- Lars Werner (1975–1993)
- Gudrun Schyman (1993–2003)
- Ulla Hoffmann (interim) (2003–2004)
- Lars Ohly (2004-2012)
- Jonas Sjöstedt (2012-2020)
- Nooshi Dadgostar (2020-heden)